# Бек, Людвиг
Людвиг Август Теодор Бек (нем. Ludwig August Theodor Beck; 29 июня 1880[…], Бибрих, Пруссия, Германская империя — 20 июля 1944[…], Берлин) — генерал-полковник германской армии (1938 год). Начальник Генерального штаба сухопутных войск в 1935—1938 годах. Лидер выступления военных против Адольфа Гитлера 20 июля 1944 года.

## Семья
- Отец — Людвиг Бек[нем.], крупный промышленник, основатель и руководитель литейного металлургического завода «Людвиг Бек АГ», доктор философии, доктор инженерных наук honoris causa, профессор.
- Мать — Берта, урождённая Драудт.
- Жена — Амалия, урождённая Пагенштехер. Свадьба состоялась в 1916 году, уже в следующем году она скончалась после родов.
- Дочь — Гертруда.

## Учёба и служба до Первой мировой войны
- В 1886—1891 учился в реальной гимназии в Бибрихе.
- В 1891—1898 учился в гуманитарной гимназии в Висбадене, получил аттестат с отличием.
- 12 марта 1898 поступил фаненюнкером в 15-й (1-й Верхнеэльзасский) полевой артиллерийский полк в Страсбурге.
- В 1898—1899 учился в военном училище в Нейссе.
- С 8 октября 1898 — фенрих (прапорщик).
- В 1899 окончил военное училище с отличием.
- С 18 августа 1899 — лейтенант, продолжил службу в своём полку.
- В 1902—1903 учился в объединённом артиллерийском и инженерном училище в Шарлоттенбурге (Берлин).
- С 18 сентября 1903 — адъютант 1-го дивизиона своего полка.
- В 1908—1911 учился в Берлинской военной академии, которую успешно окончил.
- С 17 сентября 1909 — обер-лейтенант.
- С 1911 вновь служил адъютантом 1-го дивизиона своего полка, переведенного из Страсбурга в Саарбург-Мёрхинген.
- 22 марта 1912 причислен к Генеральному штабу и откомандирован в Большой Генеральный штаб.
- С 1 октября 1913 — гауптман (капитан).
- 22 марта 1914 зачислен в штат Большого Генерального штаба.

## Участие в Первой мировой войне
- С 2 августа 1914 — 2-й офицер Генштаба в штабе 6-го резервного корпуса (возглавлял квартирмейстерский отдел штаба).
- С 1915 — 1-й офицер Генштаба в штабе 117-й пехотной дивизии (возглавлял оперативный отдел штаба).
- В 1916 — 1-й офицер Генштаба в штабе 13-й резервной дивизии.
- С 25 ноября 1916 служил в штабе группы армий «Кронпринц» (в ноябре 1918 года, после свержения в Германии монархии, переименована в группу армий «Б»).
- С 18 апреля 1918 — майор.
- В 1918—1919, продолжая служить в штабе группы армий «Б», служил в ликвидационной комиссии Большого Генерального штаба.

Всю войну прослужил на Западном фронте. Был награждён многими орденами:
- Железным крестом 2-го и 1-го класса.
- Рыцарским крестом Королевского ордена Дома Гогенцоллернов с мечами.
- Орденом Прусской королевской короны 4-го класса.
- Рыцарским крестом 1-го класса Королевского саксонского ордена Альбрехта с мечами.
- Рыцарским крестом 1-го класса Королевского вюртембергского ордена Фридриха с мечами.
- Гамбургским Ганзейским крестом.
- Бременским Ганзейским крестом.
- Великогерцогским Ольденбургским крестом Фридриха Августа 2-го и 1-го класса.
- Крестом княжества Шаубург-Липпе за верную службу.
- турецким орденом Железного полумесяца.
- Крест за выслугу лет (Пруссия)[нем.].

## Служба в рейхсвере
- 1 октября 1919 был зачислен в штаб 4-го командования рейхсвера, выполнял особые поручения командующего рейхсвером генерала Ганса фон Секта.
- С 1 октября 1920 служил в штабе 2-й кавалерийской дивизии.
- С 1 октября 1922 — командир артиллерийского дивизиона 6-го артиллерийского полка, расквартированного в Мюнстере.
- С 15 апреля 1923 — оберст-лейтенант (подполковник).
- С 1 октября 1923 служил в штабе 6-го военного округа и 6-й пехотной дивизии, расквартированной в Мюнстере, руководил вспомогательными армейскими курсами, на которых осуществлялась подготовка офицеров Генштаба (создавать военную академию в рейхсвере было запрещено по условиям Версальского мирного договора).
- С 1 октября 1925 — 1-й офицер Генштаба в штабе 4-го военного округа и 4-й пехотной дивизии (штаб в Дрездене).
- С 1 февраля 1927 — начальник штаба 4-го военного округа и 4-й пехотной дивизии.
- С 1 ноября 1927 — оберст (полковник).
- С 1 февраля 1929 — командир 5-го артиллерийского полка, штаб которого был размещён в Ульме. В 1930 выступил в защиту троих своих подчинённых — молодых лейтенантов, вступивших в нацистскую партию, несмотря на запрет военнослужащим участвовать в политической деятельности. Офицеры были отданы под суд и осуждены, тогда как Бек считал, что в их отношении можно ограничиться дисциплинарными взысканиями.
- С 1 февраля 1931 — генерал-майор.
- С 1 октября 1931 — начальник штаба 1-го командования группы сухопутных войск, расположенного в Берлине. Соавтор (вместе с Карлом Германом фон Штюльпнагелем) капитального военно-теоретического труда «Управление войсками».
- С 1 февраля 1932 — командующий артиллерией 4-го военного округа.
- С 1 октября 1932 — командир 1-й кавалерийской дивизии (штаб во Франкфурте-на-Майне).
- С 1 декабря 1932 — генерал-лейтенант.

## Служба в вермахте
С 1 октября 1933 года сменил генерала Вильгельма Адама на должности начальника Войскового управления (аналога Генерального штаба, создание которого было запрещено Германии Версальским мирным договором). В 1934 году награждён Почётным крестом фронтовика (как и другие ветераны Первой мировой войны). Был сторонником достаточно осторожного увеличения численности германских вооружённых сил на основе планов, разработанных ещё до прихода к власти нацистов — с 10 до 21 дивизии, тогда как Гитлер принял решение увеличить армию до 36 дивизий.
1 июля 1935 года после официального переименования Войскового управления в Генеральный штаб стал начальником Генштаба сухопутных войск (1935—1938). Считал, что вермахтом должны руководить военные профессионалы, сыграл основную роль в создании на основе небольшого Войскового управления масштабного органа — «мозгового центра» германской армии. С 1 октября 1935 года — генерал артиллерии.
Бек не участвовал в совещании 5 ноября 1937 года, на котором Гитлер объявил о подготовке к военным действиям. Но уже 9 ноября 1937 года он встречался с главнокомандующим сухопутными войсками генерал-полковником Вернером фон Фричем и министром иностранных дел Константином фон Нейратом — во время этого неформального совещания его участники пришли к выводу о крайней опасности последствий вовлечения страны в войну, однако Гитлер отказался изменить свои планы. В начале 1938 года Бек поддержал генерала фон Фрича, ложно обвинённого в гомосексуализме и уволенного в связи с этим от занимаемой должности. В 1938 году подготовил ряд меморандумов, в которых подверг критике агрессивные планы Гитлера, считая, что они носили слишком рискованный характер. В мае 1938 года выступил против плана нападения на Чехословакию.

В июле 1938 года направил меморандум на имя главнокомандующего сухопутными войсками генерал-полковника Вальтера фон Браухича, в котором призвал к уходу высшего военного руководства страны в отставку, чтобы не допустить начала войны: 

На карту поставлен вопрос о существовании нации. История заклеймит руководство вооружённых сил кровавой виной, если они не будут действовать в соответствии со своими профессиональными и государственно-политическими качествами и совестью. Их послушание солдата имеет границы там, где их знания, их совесть и их чувство ответственности повелевают им отказаться от выполнения приказа. Если к их советам и предупреждениям в такой обстановке не прислушиваются, тогда они имеют право и обязаны перед народом и историей уйти со своих постов. Если все они будут действовать сплочённо в своей решимости, проведение военной операции станет невозможным. Тем самым они уберегли бы Отечество от самого худшего — гибели.

Однако германский генералитет (включая и фон Браухича) отказался последовать призыву Бека, который в августе 1938 года подал рапорт об отставке и фактически прекратил исполнять обязанности начальника Генштаба. 27 августа отставка была принята, но в условиях обострения международной ситуации в связи с Судетским кризисом об этом было объявлено позже — 31 октября 1938 года. Гитлер желал сохранить видимость единства в военной элите, поэтому отставка Бека носила почётный характер — он был произведён в чин генерал-полковника и назначен почётным полковником 5-го артиллерийского полка, которым ранее командовал (особое отличие для отставных военачальников).
В 1938—1940 года Бек написал ряд военно-теоретических работ («Полководец в войне», «Германия в будущей войне», «Стратегия», «Размышления о войне» и др.), опубликованных после его смерти.
Первые годы войны показали, что многие прогнозы Бека в краткосрочной перспективе не оправдались — так, он преувеличивал решимость правящих кругов Англии и Франции противостоять германской агрессии. Однако последующее развитие событий подтвердило его принципиальную правоту как в общем, так и в ряде частностей (например, в указании на опасность бомбардировок территории Германии в случае начала войны, которую недооценивали как Гитлер, так и главнокомандующий германской авиацией Герман Геринг).

## Глава военной оппозиции Гитлеру
Находясь в отставке, генерал Бек объединил вокруг себя офицеров, настроенных оппозиционно по отношению к нацистскому режиму. В 1938—1940 годах они неоднократно обсуждали планы государственного переворота и устранения Гитлера, однако военные успехи германской армии сделали эти планы на время неактуальными. Он пользовался уважением и со стороны гражданских противников режима, с которыми сотрудничал в рамках общества «Среда», включавшего в себя 16 интеллектуалов. Авторы книги «Июльский заговор» Роджер Мэнвелл и Генрих Френкель так характеризуют Бека: 

Он был очень умным и целеустремлённым человеком, видным теоретиком военного дела и всегда придерживался либеральных взглядов. Но он был уже далеко не молод, имел слабое здоровье, страдал от бессонницы и частой зубной боли, которую врачи считали неизлечимой… Знавшие Бека люди говорили, что это был мудрец или философ, истинный джентльмен, сочетавший милосердие и безусловный авторитет. Каждое его слово, каждый жест дышал благородством. От него, казалось, исходила аура честности и искренности. Он являлся сердцем движения и его общепризнанным главой (вместе с Гёрделером). Если разгорались споры, Бек, как никто другой, умел утихомирить страсти.

Вопрос о либеральном характере политических взглядов Бека носит спорный характер. Скорее, его можно назвать умеренным консерватором, взгляды которого, однако, были шире, чем у многих коллег по вермахту. Так, находясь в отставке, он находил возможным взаимодействие с представителями левых сил — социал-демократами — и даже налаживание контактов с коммунистами, к которым, впрочем, относился резко отрицательно. Был кандидатом на должность временного главы государства в случае свержения Гитлера.

## Лидер выступления 20 июля
Бек стал одним из руководителей военного заговора, который привёл к покушению на Гитлера и попытке захватить власть в стране 20 июля 1944 года. В этот день прибыл в здание военного министерства на Бендлерштрассе в Берлине (где находился штаб армии резерва) и возглавил выступление военных. Примечательно то, что Бек надел простой гражданский костюм вместо военной формы, предпочитая видеть себя гражданским главой государства. В условиях неясности вопроса о гибели Гитлера заявил: 

Для меня этот человек мёртв. И этим определяются все мои дальнейшие действия. Мы не имеем права отступать от этой линии, иначе внесём смятение в наши собственные ряды. Неопровержимо доказать, что Гитлер — именно он, а не его двойник, — действительно жив, Ставка сможет не раньше чем через несколько часов. А к тому времени акция в Берлине должна быть закончена.

Связался с командующим вермахтом во Франции генералом Карлом Германом фон Штюльпнагелем (в прошлом своим соавтором по книге «Управление войсками») и главнокомандующим вооружёнными силами на Западе фельдмаршалом Хансом Гюнтером фон Клюге, призвав их поддержать участников заговора. Но если Штюльпнагель ответил согласием (и приказал арестовать руководящих чинов СС в Париже), то Клюге, после некоторых колебаний, отказался содействовать заговорщикам. Вечером 20 июля Бек смог связаться с командованием группы армий «Север» на Восточном фронте, которому передал свой единственный за этот день приказ — начать подготовку к отводу войск из Курляндии в Восточную Пруссию для того, чтобы избежать окружения и усилить оборону германской территории. Приказ был проигнорирован — позднейшие события подтвердили правоту позиции Бека.
Поздно вечером заговор был подавлен, а его руководители, включая генерала Бека — арестованы. Около 23 часов 15 минут Бек обратился с просьбой к командующему армией резерва генералу Фридриху Фромму (участвовавшему в подавлении заговора) разрешить ему покончить с собой. Однако попытка самоубийства оказалась неудачной — Бек только ранил себя. В полубессознательном состоянии он попросил дать ему другой пистолет, но и вторая попытка не привела к смертельному исходу. Тогда Фромм приказал одному из своих подчиненных добить старого генерала выстрелом в шею.
Тело Бека, как и четверых участников заговора, расстрелянных по приказу Фромма, было захоронено на кладбище церкви святого Матиаса в Берлине. Но уже 21 июля Гиммлер приказал вырыть тела, кремировать их и останки развеять по ветру, что и было исполнено.

## Память о Людвиге Беке
В современной Германии генерал Бек считается одним из героев антинацистского Сопротивления. Учреждена премия Людвига Бека за гражданское мужество. Выпущена почтовая марка с его портретом.

## Людвиг Бек в популярной культуре
- в фильме «Заговор против Гитлера» роль Людвига Бека сыграл актёр Иэн Ричардсон.
- В немецком фильме «Штауффенберг» роль Людвига Бека сыграл актёр Ремо Джироне.
- В американском фильме «Операция „Валькирия“» роль Людвига Бека сыграл актёр Теренс Стэмп.
- В киноэпопее «Освобождение» роль Людвига Бека сыграл немецкий актёр Вернер Виланд.
- В российском телесериале «Тухачевский. Заговор маршала» (2010) роль начальника штаба сухопутных войск Германии генерала Бека исполнил Сергей Петров.